# Хосе Ромо
Хосе Ромо (ісп. José Romo, нар. 6 грудня 1993) — венесуельський футболіст, нападник кіпрського клубу АЕК (Ларнака).

## Клубна кар'єра
Народився 6 грудня 1993 року. Вихованець юнацьких команд футбольних клубів «Атлетіко Турен» та «Депортіво Тачира».
У дорослому футболі дебютував 2011 року виступами за команду «Льянерос де Гуанаре», в якій провів два сезони, взявши участь у 41 матчі чемпіонату. Більшість часу, проведеного у складі «Льянерос де Гуанаре», був основним гравцем атакувальної ланки команди.
Згодом з 2013 року грав на батьківщині у складі команд «Депортіво Петаре» і «Депортіво Лара», після чого 2015 року відправився до Іспанії, де грав за «Райо Вальєкано Б» у Терсері, втім до першої команди не пробився і у грудні 2016 року він повернувся до Венесуели, щоб підписати контракт з клубом «Арагуа». 
2018 року Ромо підписав контракт з клубом другого кіпрського дивізіону «Олімпіакос» (Нікосія). У своєму першому сезоні він забив шість голів у перших семи турах і завершив сезон із п’ятнадцятьма голами, допомігши своїй команді посісти друге місце та отримати підвищення до Першого дивізіону. Однак після цього венесуелець був відданий в оренду іншій команді другого дивізіону, клубу «Карміотісса» з Пафоса. Там він знову допоміг своїй команді підвищитися, цього разу ставши чемпіоном сезону 2019/20, по завершенні якого підписав повноцінний контракт з «Карміотісою» і продовжував грати та регулярно забивати у вищому дивізіоні. 
У червні 2021 року Хосе Ромо підписав трирічний контракт з клубом кіпрського Першого дивізіону АЕК (Ларнака). Станом на 9 серпня 2022 року відіграв за клуб з Ларнаки 31 матч в національному чемпіонаті.

## Виступи за збірну
2013 року залучався до складу молодіжної збірної Венесуели, з якою поїхав на молодіжний чемпіонат Південної Америки 2013 року в Аргентині, де зіграв 3 матчі, але його команда не вийшла з групи.

## Статистика виступів

### Статистика клубних виступів
| Сезон                           | Команда                         | Чемпіонат                       | Чемпіонат | Чемпіонат | Національний кубок | Національний кубок | Національний кубок | Континентальні кубки | Континентальні кубки | Континентальні кубки | Інші змагання | Інші змагання | Інші змагання | Усього | Усього |
| Сезон                           | Команда                         | Ліга                            | Ігор      | Голів     | Ліга               | Ігор               | Голів              | Ліга                 | Ігор                 | Голів                | Ліга          | Ігор          | Голів         | Ігор   | Голів  |
| ------------------------------- | ------------------------------- | ------------------------------- | --------- | --------- | ------------------ | ------------------ | ------------------ | -------------------- | -------------------- | -------------------- | ------------- | ------------- | ------------- | ------ | ------ |
| 2011–12                         | «Льянерос де Гуанаре»           | ПД                              | 12        | 2         |                    | -                  | -                  |                      | -                    | -                    |               | -             | -             | 12     | 2      |
| 2012–13                         | «Льянерос де Гуанаре»           | ПД                              | 29        | 6         |                    | -                  | -                  |                      | -                    | -                    |               | -             | -             | 29     | 6      |
| Усього за «Льянерос де Гуанаре» | Усього за «Льянерос де Гуанаре» | Усього за «Льянерос де Гуанаре» | 41        | 8         |                    | -                  | -                  |                      | -                    | -                    |               | -             | -             | 41     | 8      |
| 2013–14                         | «Депортіво Петаре»              | ПД                              | 23        | 1         |                    | -                  | -                  |                      | -                    | -                    |               | -             | -             | 23     | 1      |
| 2014–15                         | «Депортіво Лара»                | ПД                              | 31        | 3         |                    | -                  | -                  |                      | -                    | -                    |               | -             | -             | 31     | 3      |
| 2015–16                         | «Райо Вальєкано Б»              | ТД (IV)                         | ?         | ?         |                    | -                  | -                  |                      | -                    | -                    |               | -             | -             | ?      | ?      |
| 2017                            | «Арагуа»                        | ПД                              | 28        | 3         | КВ                 | 3                  | 0                  |                      | -                    | -                    |               | -             | -             | 31     | 3      |
| 2018                            | «Арагуа»                        | ПД                              | 17        | 4         |                    | -                  | -                  |                      | -                    | -                    |               | -             | -             | 17     | 4      |
| Усього за «Арагуа»              | Усього за «Арагуа»              | Усього за «Арагуа»              | 45        | 7         |                    | 3                  | 0                  |                      | -                    | -                    |               | -             | -             | 48     | 7      |
| 2018–19                         | «Олімпіакос»                    | BK (ІІ)                         | ?         | ?         |                    | -                  | -                  |                      | -                    | -                    |               | -             | -             | ?      | ?      |
| 2019–20                         | «Карміотісса»                   | BK (ІІ)                         | ?         | ?         | КК                 | 2                  | 0                  |                      | -                    | -                    |               | -             | -             | 2+     | 0+     |
| 2020–21                         | «Карміотісса»                   | ЧК                              | 36        | 11        | КК                 | 2                  | 0                  |                      | -                    | -                    |               | -             | -             | 38     | 11     |
| Усього за «Карміотіссу»         | Усього за «Карміотіссу»         | Усього за «Карміотіссу»         | 36+       | 11+       |                    | 4                  | 0                  |                      | -                    | -                    |               | -             | -             | 40+    | 11+    |
| Усього за кар'єру               | Усього за кар'єру               | Усього за кар'єру               | 176+      | 30+       |                    | 7                  | 0                  |                      | -                    | -                    |               | -             | -             | 183+   | 30+    |

## Особисте життя
Є молодшим братом воротаря збірної Венесуели Рафаеля Ромо.